# Ricks Institute
Die Internatsschule  Ricks Institute  ist eine traditionsreiche Bildungseinrichtung in der westafrikanischen Republik Liberia. Die Schule wurde 1887 auf dem Gelände der Zodokai Mission der Baptistischen Kirche in der Nähe der Stadt Clay-Ashland gegründet. Das Schulgelände befindet sich etwa 20 Kilometer (Luftlinie) nördlich der Hauptstadt Monrovia an einer Ausfallstraße Richtung Tubmanburg.

## Schulisches Angebot
Die Schule befindet sich nach den Verwüstungen und der damit erforderlichen Schließung während des Bürgerkrieges im Wiederaufbau. Von den maximal 620 Plätzen wurde bereits ein erstes Kontingent im Jahr 2010 eröffnet. Die Schule bietet eine zwölfklassige, christlich orientierte Bildung vom Kindergarten bis zum Gymnasialabschluss an. Von 1974 bis 1978 bestand auch eine Business School, die jedoch wegen finanzieller Probleme wieder geschlossen werden musste. Eine tragende Säule der Ausbildung stellt in Liberia der Sportunterricht dar. Die Schule ist Mitglied der Inter School Sport Association (ISSA).

## Geschichte
Das liberianische Bildungssystem wurde im 19. Jahrhundert nach US-amerikanischem Vorbild aufgebaut. Zunächst bildete die Schulausbildung einen Schwerpunkt der zahlreich im Land vertretenen christlichen Missionsstationen, es gab auch in Monrovia eine Thoraschule und in den westlichen Landesteilen besuchten die muslimischen Gläubigen Koranschulen. Für den Besuch einer ausländischen Universität – in der Regel in den USA – wurden seit Mitte des 19. Jahrhunderts höhere Ansprüche gestellt, daher wurde seitens der Amerikoliberianer die Gründung des Cuttington College und anderer Bildungseinrichtungen bewilligt. Dank einer großzügigen Spende eines Farmers – Moses Ricks aus Clay-Ashland  –  konnte dort eine weitere Internatsschule eröffnet werden. Als Lehrkörper trat zunächst das Personal der Zodokai Mission in Erscheinung, es wurden zusätzliche Pädagogen eingestellt.
Um 1893 besuchte der walisische Missionar William Hughes mit der Absicht eine ähnliche Internatsschule in Wales für Kinder afrikanischer Einwanderer zu errichten die liberianischen Internatsschulen in Monrovia und Clay-Ashland.

## Campus
Auf dem Gelände der Schule befinden sich die Unterkünfte der Jungen und Mädchen (getrennte Schlafsäle), die Schulgebäude, ein Sportplatz, eine Kapelle und verschiedene Werkstätten für die praktische Ausbildung sowie eine Krankenstation, für die Jüngsten ist ein Kindergarten vorhanden.